# La Croix de pierre
Pour plus de détails, voir Fiche technique et Distribution.
La Croix de pierre (en ukrainien : Камінний хрест) est un film ukrainien de 1968. Réalisé par Léonide Ossyka, il est basé sur les nouvelles de Vassyl Stefanyk Le Voleur et La Croix de pierre.
Il a été classé 5e dans la liste des 100 meilleurs films de l'histoire du cinéma ukrainien.
En 2009 a commencé la restauration numérique de ce film.

## Résumé
Dans les années 1890, Ivan, un paysan galicien dans une tentative désespérée de sortir sa famille de la pauvreté, décide de quitter sa maison ancestrale et d'émigrer au Canada. La veille de son départ, un voleur s'introduit chez lui. Les juges du village condamnent le voleur à mort. Le départ pour le Canada équivalant à sa propre mort, Ivan organise une fête d'adieu qui ressemble à un enterrement pour lui et sa famille. En sa propre mémoire, il érige une croix de pierre sur une colline.